# 冬の旅 (1985年の映画)
『冬の旅』（ふゆのたび、Sans toit ni loi）は、1985年にフランスで制作された映画作品。1985年のヴェネツィア国際映画祭では金獅子賞を受賞している。アニエス・ヴァルダが監督を、サンドリーヌ・ボネールが主演を務めた。
原題は「屋根もなく、法もなく」といった意味。英題はVagabondで「浮浪者」の意。
日本ではビデオ発売時に『さすらう女』と改題されている。

## スタッフ
- 監督：アニエス・ヴァルダ (Agnes Varda)
- 脚本：アニエス・ヴァルダ
- 音楽：ジョアンナ・ブルズドヴィチュ (Joanna Bruzdowicz)

## キャスト
- サンドリーヌ・ボネール：モナ

18歳の少女。
- マーシャ・メリル：ランディエ
- ステファン・フレイス
- ヨランド・モロー
- パトリック・レプシンスキー：ダヴィッド
- マルト・ジャルニアス

## ストーリー
彼女は海からやってきたのかもしれない―。
冬の南フランス。小さな農村の畑の片隅で、1人の少女が冷たく息絶えていた。所持金もなく、みすぼらしい身なりをした彼女、モナの素性を、彼女の死の数週間前までに出会った人々の証言で綴っていく。
モナは18歳だった。寝袋とリュックを背負って、気ままにヒッチハイクの旅を続けていた。道中で知り合ったバイカーの青年と宿を共にしたり、山中の牧場に隠遁する夫婦の手伝いなどをしてみたりするものの、彼女は誰に心開くこともなく、いつのまにか何処へ流れていった。
病んで枯れていくプラタナスの樹を研究する女教授ランディエに出会い、親しみを感じたモナは自らの過去を少しずつ語りだした。ランディエもまた彼女に憐れに思うも、定職にある彼女が放浪者のモナにしてやれることといえば、食料を与えることぐらいだった。そしてまた、モナはあてのない流浪を続けた。
自由と引き換えの孤独にさいなまれるモナはいつしか、空き家を根城にする浮浪者グループに入り浸っていた。彼らは盗みやマリファナ売買で生計を立てるような連中で、モナの心は日に日に荒んでいった。ある時、マリファナ売買が発端のいさかいで、空き家に火が燃え広がった。命からがら逃げ出したモナは、再び路上の人となった。
飢えに苦しみながら足を踏み入れた村では、ワインの収穫祭の真っ最中だった。恒例行事のワインかけにいそしむ人々の狂騒のなか、何も知らないモナは恐怖におびえ走り出した。着いた場所は、何の作物も育っていない畑だった。
モナはついに力尽き、冷たい土の上に倒れこんだ。そして誰にも知られることなく、18歳の命を閉じた―。